# Весліанський університет
Весліанський університет (англ. Wesleyan University) — приватний гуманітарний університет у місті Міддлтавн, штат Коннектикут. Університет є одним з найстаріших методистських закладів вищої освіти у США.
Університет пропонує 47 програм навчання та досліджень на здобуття ступеня бакалавра мистецтв. За шістьма напрямками, з їх числа, присуджуються ступінь магістра та доктора філософії. Студентам доступні більше ніж 900 курсів.

## Історія

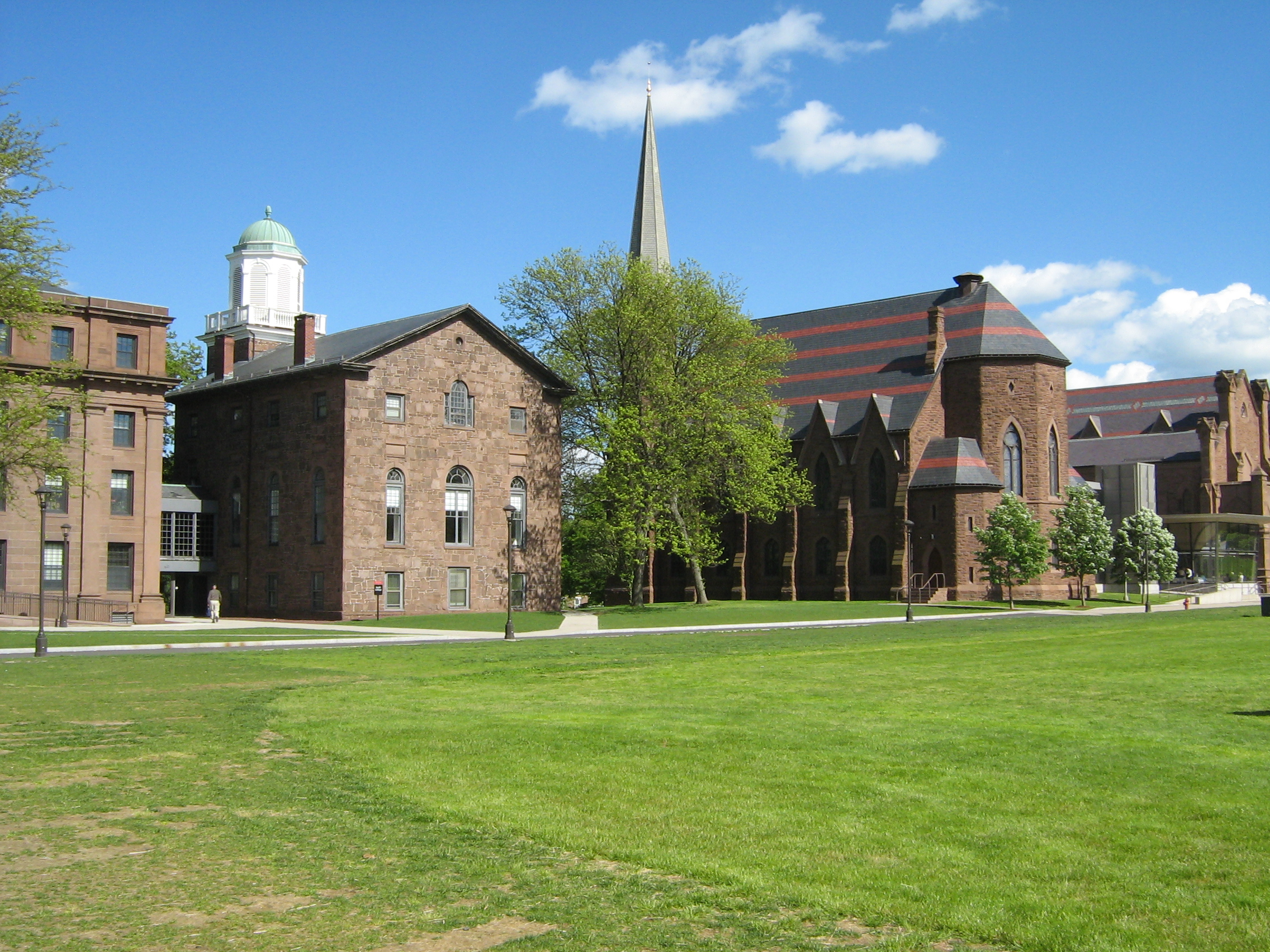
Північний коледж, Південний коледж, Меморіальна каплиця та театр Весліанського університету

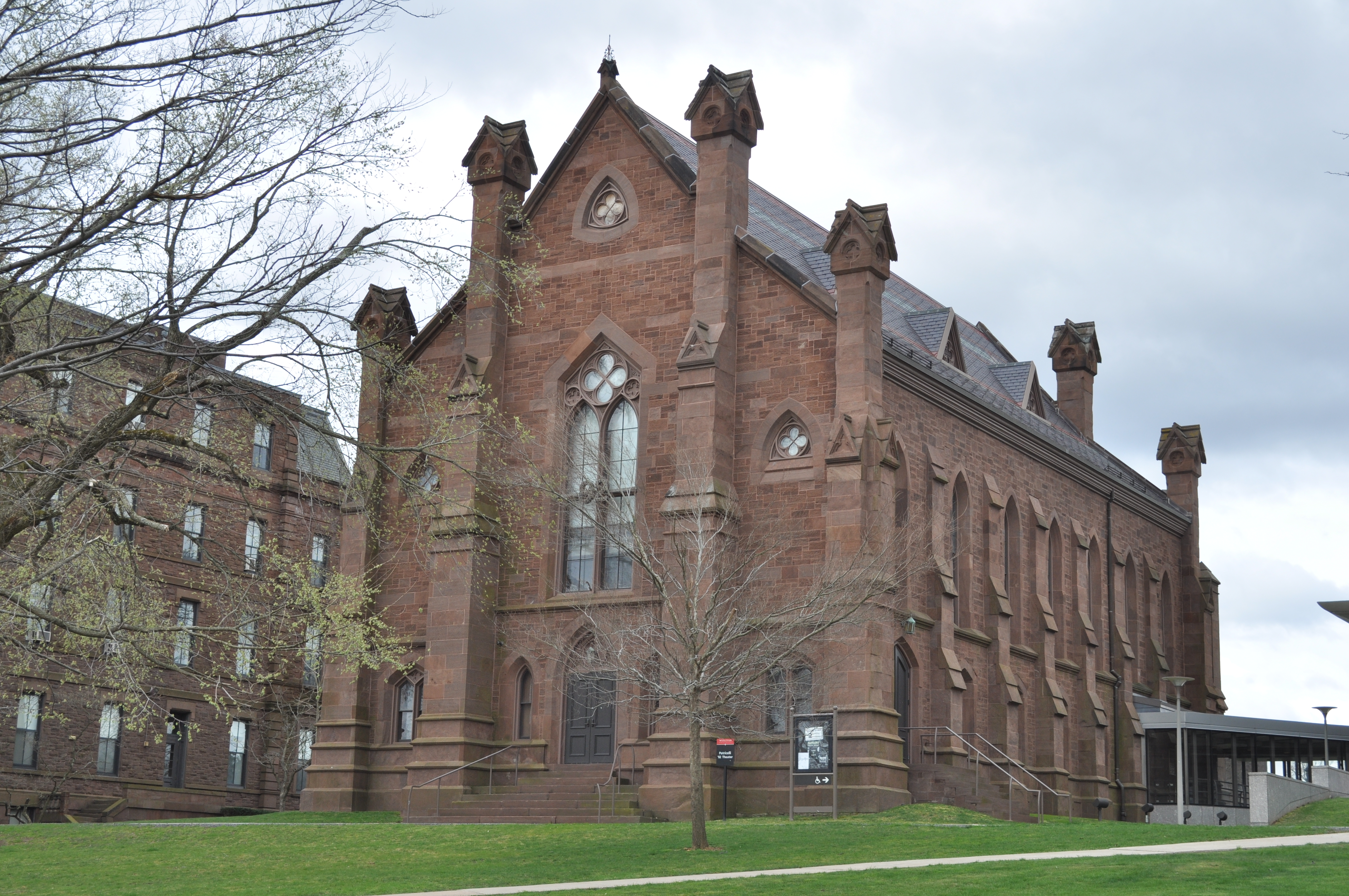
Театр Патрічеллі '92

Університет заснований в 1831 році лідерами методистської церкви та громадою міста Міддлтавн як чоловічий методистський коледж. Названий був на честь Джона Веслі, засновника методистської церкви. У перший навчальний рік були зараховані 48 студентів різного віку, яких навчали три професора та один викладач, вартість навчання становила $ 36 у рік. Першим президентом став Віллбур Фіск, відомий педагог методистів, який підкреслив у своїй інавгураційній промові, що освіта слугує: «на благо особистої освіти та на благо світу».  
З моменту заснування університет був відомий низкою інновацій. У той час як американські заклади вищої освіти наслідували європейську модель освіти, ставили на перший план класичні дослідження, президент Фіск зосередився на викладанні сучасних мов, літератури та природничих наук, на рівних умовах з класичною програмою. 
У 1870 році був побудований Джадд-Голл, будівля де нині розташований факультет психології, і вона стала однією з небагатьох у США, призначених цілком для наукових досліджень.
Спочатку в ряди студентів набирали виключно білих чоловіків, але з 1872 року було введено спільне навчання, яка допускає обмежену кількість жінок. У 1912 році спільне навчання було закрито, але роком раніше деякі з випускниць допомоглися заснування Коннектикутського коледж для жінок у Нью-Лондоні.
У 1937 році університет став повністю незалежним. Під керівництвом Віктора Баттерфілда, який обіймав пост президента з 1943 по 1967 рік, процвітали міждисциплінарні дослідження. У 1950-х роках відкрилися Коледж літератури та Коледж соціальних наук.
З 1960 року університет починає приймати на навчання афроамериканських студентів, а з 1968 року жінкам знову було дозволено навчатися в університеті. Відновлення спільного навчання різко збільшило кількість студентів.
У 1974 році сформовано Центр африканських досліджень, зі створеного в 1969 році афроамериканської інституту. Восени 1973 роки з'явився Центр мистецтв, будівлю якого розробили архітектори Кевін Роч та Джон Дінкель. Центр з вивчення Східної Азії ім. Менсфілда Фрімана відкрився у 1987 році, а в 1998 році відкрився Центр з вивчення країн американських континентів.

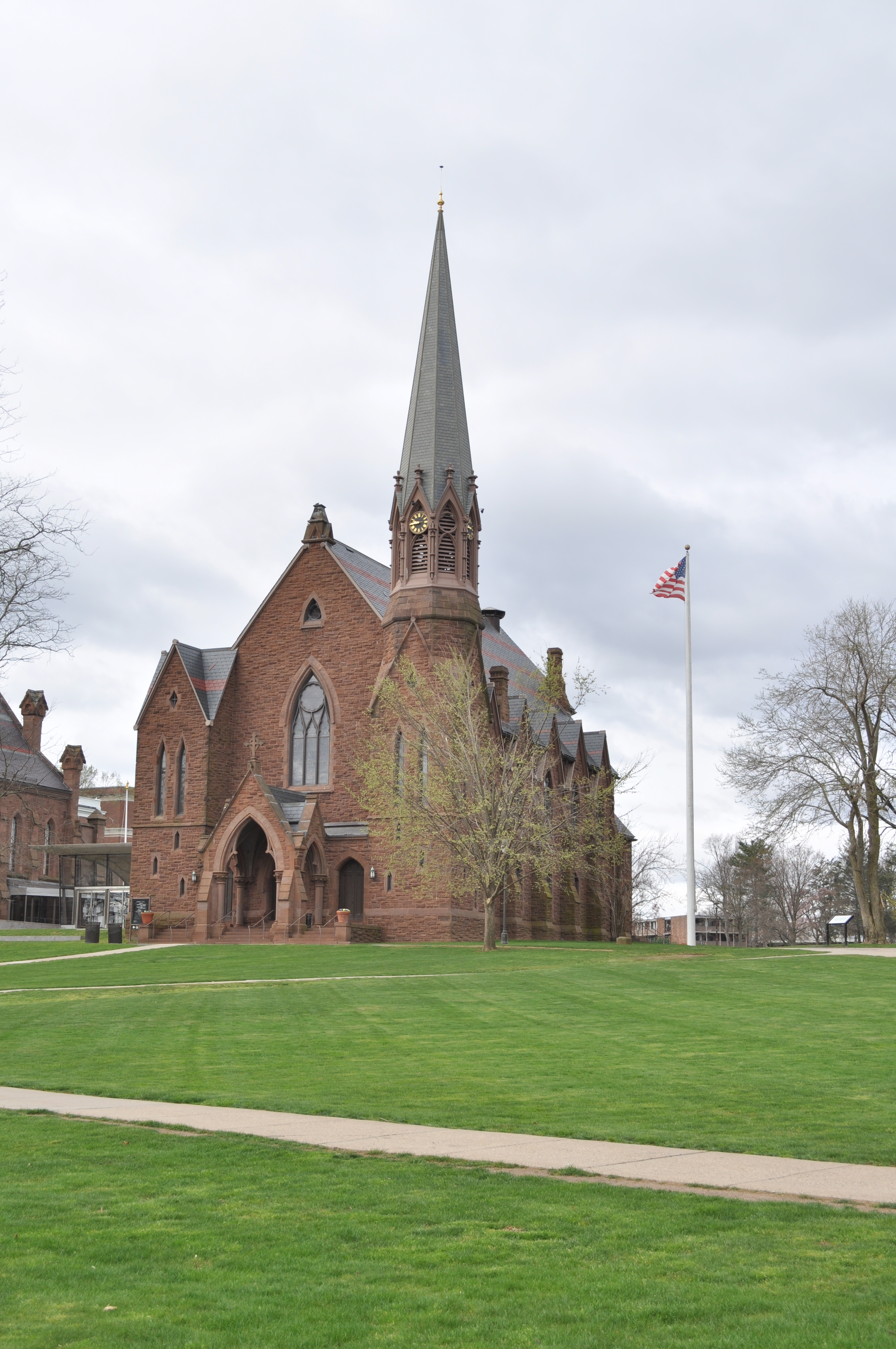
Меморіальна каплиця університету

З 2000 по січень 2005 року проходила кампанія зі збору коштів на університетські потреби, завдяки їй вдалося зібрати 281 млн доларів, які пішли на допомогу студентів та викладачів, які потребували цього, а також на навчальний процес та оновлення кампусу.

## Відомі випускники

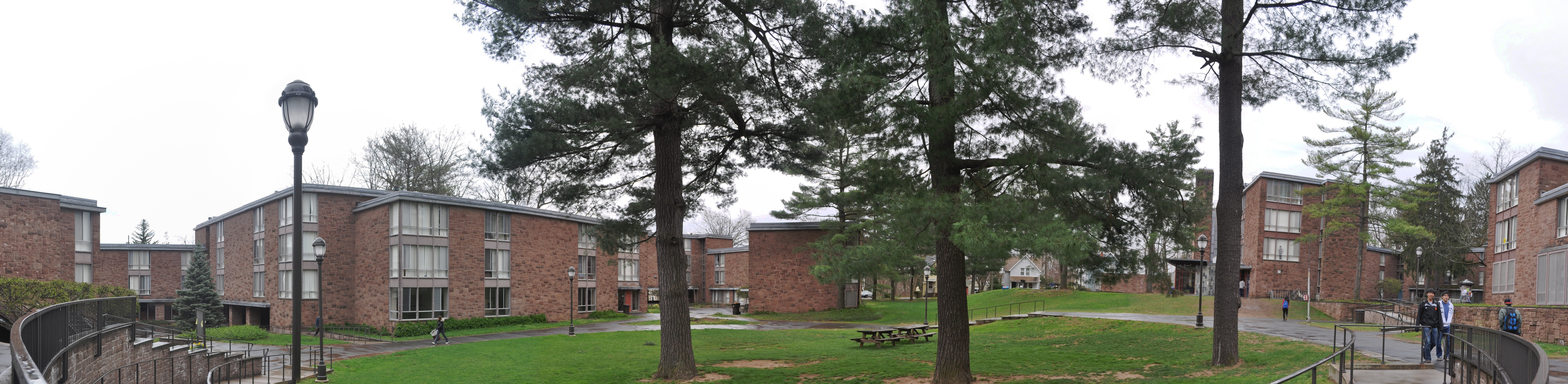
Коледжі Баттерфілда

Серед випускників університету є 13 лавреатів Пулітцерівської премії, 34 члени Конгресу США, 11 губернаторів США. 
- Джон Гендлі Барнгарт — американський ботанік.
- Джордж Бідл — американський генетик.
- Майкл Беннет — американський політик з Демократичної партії. Сенатор США від штату Колорадо з 2009.
- Картер Бейз — американський  шоуранер, продюсер та письменник.
- Джон Гікенлупер — американський політик, губернатор Колорадо у 2011—2019 роках.
- Скотт Ґілберт — американський біолог.
- Джек Джонсон — американський актор та музикант, гітарист гурту «Retreat From Paradise».
- Джон Кейдж — американський композитор.
- Робін Кук — американський письменник-фантаст.
- Томас Крейг — американський письменник.
- Девід Макклелланд — американський психолог, автор теорії потреб, розробник нової методики оцінки для тематичного апперцептивного тесту.
- Лоуренс Марк — американський кінопродюсер.
- Лін-Мануель Міранда — американський композитор, лірик, драматург та актор.
- Беккі Мод — американська телепродюсерка, драматургиня та акторка.
- Роберт Ладлам — американський письменник.
- Альберт Лестер Ленінджер — американський біохімік.
- Кеннет Лонерґан — американський режисер, драматург та сценарист.
- Джеймс Стронґ — американський науковець та педагог.
- Біані Фельдштейн — американська акторка.
- Рубен Флейшер — американський кінорежисер, режисер реклами та відеокліпів, продюсер.
- Пітер Шамлін — американський політик, губернатор штату Вермонт з 6 січня 2011 по 5 січня 2017.